# Брюге
Брюге (на нидерландски: Brugge, [ˈbrʏʝə]) или Брюж (на френски: Bruges, [ˈbʁy:ʒ]) е град във Фландрия, един от трите региона на Белгия. Той е разположен в провинция Западна Фландрия, на която е столица. Общината се състои от Брюге и подобщините Асебрук, Дудзеле, Колкерке, Лисевеге (включваща Зебрюге), Синт Андрис, Синт Йозеф, Синт Кройс, Синт Михилс, Синт Питерс и Званкендаме.
Според данните за населението от 1 януари 2006 г. населението на Брюге е 117 224. Общата площ е 139,48 km², т.е. гъстотата на населението е 833,40 души/km².
Подобно на Гент, Брюге е съхранил своята архитектура от времето на Средновековието и е едно от най-посещаваните от туристите места в Белгия. Обявен е за европейска столица на културата за 2002 г., заедно със Саламанка.

## История
Градът е създаден през IX век като крепост, която да защитава страната от набезите на викингите. През XIII век Брюге получава славата на международен център на търговията с платове. Търговците влагат парите си в разкошни къщи, църкви и обществени сгради, невиждани дотогава в цяла Европа. Една от къщите е била дом на английския крал в изгнание Чарлз II през XV век.

## Спорт
Град Брюге има два представителни елитни футболни отбора. Отборът с по-голяма популярност и постижения е ФК Брюж. Другият футболен тим на града е „Серкъл Брюж КСВ“. Двата отбора са дългогодишни членове на висшата футболна белгийска Про Лига.

## Известни личности
Родени в Брюге
- Ашил Ван Акер (1898 – 1975), политик
- Хуго Клаус (1929 – 2008), писател
- Емил дьо Лавеле (1822 – 1892), политикономист
- Симон Стевин (1548 – 1620), математик

Починали в Брюге
- Ашил Ван Акер (1898 – 1975), политик
- Хуан Луис Вивес (1493 – 1540), испански философ
- Ян ван Ейк (1395 – 1441), художник
- Ханс Мемлинг (1435 – 1494), художник

Други
- Уилям Какстън (1422 – 1492), английски издател, живее в града около 1450 – 1476 година

## Други
- За доктор Зло, герой от сериите за Остин Пауърс, също се предполага, че е роден в Брюге, въпреки че забравя, че трябва да може да говори нидерландски, след като е роден там.

## Забележителности
Историческият център на Брюге е обявен за част от световното културно наследство на ЮНЕСКО от 2000 г. Запазена е голяма част от средновековната архитектура.
- Най-популярна е готическата църква „Дева Мария“ (1210 – 1549), чиято кула достига до височина 122,3 m и представлява една от най-високите тухлени сгради в света. В олтара на големия параклис се съхранява мраморна статуя на Мадона с младенеца, творение на Микеланджело от 1504 г.(единствена извън Италия) Там са бронзовите гробници на Карл Смели и неговата дъщеря Мария Бургундска.
- Друга известна забележителност е камбанарията от XIII век с 48 камбани, голяма част от които са все още в употреба.
- В историческия център се намират още бегинажът в Брюге, базиликата на „Светата кръв“ от XII в., катедралата „Св. Спасител“ и други.
- Катедрала „Христос Спасител“ (Sint-Salvatorskathedraal) построена през 1116 – 1118 г. (капелите са в стил пламняща готика през 1480 – 1527), с картини Мемлинг и др.
- Базилика „Св. Кръв“ (нидерл. Heilig-Bloedbasiliek) – двуетажна сграда; долната част е романска капела, построена през 1139 – 1149, горната – готическа – ок. 1480, фасадата е от 1529 – 1534, арх. Х. Сиксдернис. Реставрирана през 1829 – 1839. По преданието Дитрих Елзаски през 1150 година донася в тази църква няколко капки от кръвта на Спасителя; 700-годишният юбилей на църквата тържествено се празнува през 1850 година.
- Йерусалимска църква (осветена през 1428), построена по план на Храма на Гроба Господен.
- Стражева кула Белфорт (Belfort, построена в 1240, разширена в резултат нa реконструкция през 1483 – 1487, височина 83 м, един от символите на съвременния Брюге; разположена на централния (пазарен) площад.
- Градското кметство (Provinciaal Hof), построено в 1294, разрушено 1787, новото здание в неокласически стил изгаря в 1878; съвременното здание в неоготически стил е издигнато през 1891 – 1920; 33 статуи на фламандски графове и графини, които са били изгорени от французите през 1792 година.
- Канали, използвани за туристически цели – за провеждане на екскурзии с лодки под многочислените мостове.